# 川之光
《川之光》（日语：川の光）是2007年日本兒童冒險小說，由松浦壽輝撰寫，島津和子負責插圖。它最初連載於報紙讀賣新聞2006年7月25日和2007年4月23日之間的結合形式被刊登由出版商中央公論新社其週期性刊登一年之前。